# El Labrador
Véase también labrador (página de desambiguación)
El Labrador es un periódico chileno, de carácter local, editado en la ciudad de Melipilla, en la Región Metropolitana de Santiago. La publicación se encuentra afiliada a la Asociación Nacional de la Prensa, y circula los días martes, miércoles, viernes y domingo.

## Historia
El periódico apareció por primera vez el 13 de marzo de 1921, siendo impreso en los talleres de la Escuela Parroquial de Melipilla y dedicado principalmente a entregar informaciones religiosas. Su fundador fue el sacerdote Ramón Merino Benítez y sus primeros directores fueron los hermanos Enrique y Alfonso Montero Cabrera. Con el paso de los años el periódico comenzaría a abordar todo tipo de informaciones.

## Directores
| Período                                  | Director                                                   |
| ---------------------------------------- | ---------------------------------------------------------- |
| 13 de marzo de 1921 - 6 de enero de 1927 | Enrique Montero Cabrera y Alfonso Montero Cabrera          |
| 9 de enero de 1927 - 17 de mayo de 1969  | Manuel Donoso López                                        |
| 1969 - 1985                              | Rafael Donoso Gallo                                        |
| 1985 - 1995                              | Luis Valentín Ferrada, Mauricio Gallardo y Gonzalo Uriarte |
| 1995 - Actualidad                        | César Raúl Moyano Vera                                     |